# Graphigona gubernatrix
Graphigona gubernatrix là một loài bướm đêm trong họ Noctuidae.